# Tuo'an Xiang
Tuo'an Xiang (kinesiska: 妥安, 妥安乡) är en socken i Kina. Den ligger i provinsen Yunnan, i den sydvästra delen av landet, omkring 100 kilometer väster om provinshuvudstaden Kunming. Antalet invånare är 24 324. Befolkningen består av 11 826 kvinnor och 12 498 män. Barn under 15 år utgör 18,0 %, vuxna 15-64 år 71 %, och äldre över 65 år 10,0 %.
Genomsnittlig årsnederbörd är 846 millimeter. Den regnigaste månaden är juli, med i genomsnitt 185 mm nederbörd, och den torraste är januari, med 5 mm nederbörd.